# Офферман, Джо Джо
Джозин Алекси Офферман (англ. Joseann Alexie Offerman, род. 10 марта 1994, Северный Голливуд, Калифорния) — американский рестлер, валет, ринг-анонсер, певица, актриса и танцовщица. В настоящее время работает в WWE под именем Джо Джо и выступает в подготовительном отделении WWE NXT в качестве конферансье. Участница первого сезона реалити-шоу канала E! Total Divas. После подписания контракта с WWE в 2013 году она была направлена в WWE Performance Center в Тампе, Флорида, где начала тренировки. В июне 2013 года, в возрасте 19 лет, она дебютировала в основном составе федерации. В настоящее время она находится в декретном отпуске.

## WWE
В мае 2013 года было объявлено, что Офферман примет участие в реалити-шоу канала E! Total Divas, в котором будут показаны закулисные съёмки с некоторыми дивами WWE, а также сцены из их личной жизни.
Офферман дебютировала в основном составе WWE 26 июня 2013 года под именем Джо Джо на шоу Main Event. На нём она выступила в роли фейса, исполнив музыкальную тему группировки Tons of Funk. Её версия песни позже была выпущена на iTunes. На следующей неделе на шоу Raw Джо Джо приняла участие в закулисном сегменте вместе с Близняшками Белла, Натальей, The Funkadactyls и Евой Мари. 22 июля на Raw Джо Джо вместе с участницами шоу Total Divas появились в сегменте Miz TV, где она была представлена публике. 28 июля 2013 года был выпущен первый эпизод шоу Total Divas. 18 августа на шоу Summerslam она исполнила национальный гимн США.
26 августа Джо Джо исполнила роль специального ринг-анонсера во время матча Натальи и Бри Беллы. После матча, чемпионка Див Эй Джей Ли прервала празднование победы Беллы, показав небольшой проморолик об актёрском составе Total Divas. После этого Джо Джо стала появляться на матчах участниц Total Divas, поддерживая их. Её дебют на ринге состоялся 7 октября на шоу Raw, когда она в команде с Натальей и Евой Мари одержали победу над Алисией Фокс, Розой Мендес и Аксаной. Однако в матче она ни разу не вышла на ринг. Её первый проигрыш состоялся на шоу NXT, где она вместе с Евой Мари проиграла Эмме и чемпиону NXT Пейдж. 18 ноября участницы шоу Total Divas участвовали в специальном сегменте, в котором также участвовали другие дивы WWE Кейтлин, Роза Мендес, Алисия Фокс, Аксана и Саммер Рэй, который закончился потасовкой. Позже на этом же шоу было объявлено что на шоу Survivor Series пройдёт традиционный командный матч на выбывание в котором Total Divas будут противостоять Саммер Рэй, Тамина Снука, Кейтлин, Алисия Фокс, Роза Мендес, Аксана и Эй Джей. На шоу Total Divas одержали победу над Настоящими дивами.
В конце 2013 года, после того, как стало известно, что Офферман не будет принимать участие во втором сезоне Total Divas, она была отправлена в подготовительное отделение WWE NXT Wrestling. Там Джо Джо стала исполнять обязанности конферансье и интервьюера. В апреле 2015 года её перевели в основной состав, где она стала выполнять роль конферансье на шоу Main Event и SmackDown. В настоящее время она работает конферансье в Raw, Superstars и других pay-per-views шоу.

## Другие проекты
В 2013 году Офферман приняла участие в реалити-шоу WWE и канала E! Total Divas, которое вышло в эфир в июле 2013 года. Позже было объявлено, что она не будет принимать участие во втором сезоне. Во втором сезоне, Офферман была заменена другой дивой WWE — Саммер Рэй.
| Год            | Название    | Комментарии           | Сноски |
| -------------- | ----------- | --------------------- | ------ |
| 2013 2015—2018 | Total Divas | Основной состав Гость | [ 10 ] |

## Личная жизнь
Джозин является дочерью бывшего профессионального бейсболиста Хосе Оффермана.
У неё мексиканское и доминиканское происхождение.
Она в отношениях с рестлером WWE Брэйем Уайаттом и 27 марта 2019 года объявила через Instagram, что они ожидают ребёнка, который родился 18 мая 2019 года. Звезда WWE Брон Строумэн  крестный отец ребёнка. 28 мая 2020 года у пары родился второй ребёнок Хайри фон Ротонда.

## В рестлинге
- Завершающие приёмы
  - Schoolgirl roll-up[6][19]
- Была менеджером рестлеров
  - Total Divas (Ева Мари, Наталья, Близняшки Белла, Кэмерон, Наоми)[20][21]

## Титулы и достижения
- Wrestling Observer Newsletter
  - Худший матч года (2013) с Бри Беллой, Кэмерон, Евой Мари, Наоми, Натальей и Никки Беллой против Эй Джей, Аксаны, Алисии Фокс, Кейтлин, Розы Мендес, Саммер Рэй и Тамины Снуки 24 ноября[22]